# Alewtina Podwiazkina
Alewtina Podwiazkina (ros. Алевтина Подвязкина; ur. 30 lipca 1986 w Lipiecku) – rosyjska wioślarka.

## Osiągnięcia
- Mistrzostwa Świata – Eton 2006 – ósemka – 9. miejsce[1].
- Mistrzostwa Świata – Monachium 2007 – dwójka bez sternika – 11. miejsce[1].
- Mistrzostwa Europy – Poznań 2007 – dwójka bez sternika – 2. miejsce[1].
- Mistrzostwa Europy – Ateny 2008 – dwójka bez sternika – 2. miejsce[1].
- Mistrzostwa Świata – Poznań 2009 – dwójka bez sternika – 8. miejsce[1].
- Mistrzostwa Europy – Brześć 2009 – dwójka bez sternika – 2. miejsce[1].
- Mistrzostwa Europy – Montemor-o-Velho 2010 – dwójka bez sternika – 7. miejsce[1].